# Голубянка бледная
Голубянка бледная или голубянка блёклая (лат. Cupido decoloratus) — вид бабочек из семейства голубянки.

## Этимология латинского названия
Decoloratus (с латинского, дословно) — бесцветный.

## Описание
Длина переднего крыла 11 — 13 мм. Края передних и задних крыльев округлой формы. Половой диморфизм хорошо выражен — верхняя сторона крыльев самцов голубоватая с выраженным напылением чёрными чешуйками, у самок же крылья бурые. Общий фон нижней стороны крыльев серый.  Глаза покрытыми редкими и короткими волосками.

## Ареал и места обитания
Ареал вида охватывает Южную, Центральную и Юго-Восточную Европа, Малую Азию. На большей части своего ареала вид является локальным и встречается спорадически.
В Восточной Европе вид распространён в Венгрии, Словакии и Румынии. Из Польше вид известен по единственному экземпляру, собранному в Пенинах (Малопольское воеводство). В Беларуси вид встречается только на крайнем юге Гомельской области. На территории Украины обитает в лесостепной зоне на юг до севера Николаевской области.В России бабочки встречаются в западной лесостепи в Белгородской и Воронежской областях, а также в Приазовье и Ростовской области.
Бабочки населяют прогреваемые сухие луга, степные склоны, степные балки, поляны и опушки в лиственных лесах. Не редко бабочки встречаются на территории городских парков и скверов.

## Биология
На юго-западе ареала вид развивается в трёх поколениях за год. В Восточной Европе (на территории Украины и России) за год развивается только два поколения. Здесь бабочки первого поколения летают в мае-июне, а второго поколения — в июле-августе.
Самки откладывают яйца поштучно на кормовые растения гусениц : люцерна посевная, люцерна хмелевидная. Гусеницы питаются цветами и плодами указанных кормовых растений. Зимует куколка.